# Kék lonclepke
A kék lonclepke (Limenitis reducta) a rovarok (Insecta) osztályának a lepkék (Lepidoptera) rendjébe, ezen belül a tarkalepkefélék (Nymphalidae) családjába tartozó faj.

## Előfordulása
A kék lonclepke Franciaország, Közép-Európa, Olaszország, volt Jugoszlávia és Kelet-Európa nagy részén megtalálható. E területek déli részén gyakoribb. Az Alpoktól északra már nagyon ritka; Magyarországon főleg a Dél-Dunántúlon fordul elő.

## Megjelenése
A kék lonclepke elülső szárnya 3 centiméter hosszú: felül fekete-fehér, a fonákja tarka. Meglehetősen hasonlít a kis lonclepkére, amitől az első szárny középterének feltűnő fehér foltja és a szárny kékes árnyalata alapján különböztethető meg. A hátsó szárnyat csak egy fekete foltsor díszíti.
|  |

## Életmódja
A hegy- és dombvidékek nyirkosabb, összefüggő erdőségeiben él. Röpte elegáns; többnyire erdőszéleken és sövények mentén látható. A hegységekben a fahatárig előfordul. Hernyójának tápnövényei különböző lonc fajok, ritkábban hóbogyók.
Magyarországon évente két nemzedéke repül, a Mediterráneumban három. Hernyójának tápnövénye nyáron az ükörkelonc és a tatárlonc. A hernyó telel át a tápnövény két levele között.